# Nightmare on Elm Street
A Nightmare on Elm Street er en amerikansk skrækfilm fra New Line Cinema der havde premiere i november 1984. Den blev instrueret af Wes Craven, med skuespillerne Robert Englund som Fred Krueger (bedre kendt som Freddy Krueger), Heather Langenkamp som Nancy Thompson, Ronee Blakley som Marge Thompson, John Saxon som Donald Thompson, Amanda Wyss som Tina Grey, Nick Corri som Rod Lane, og Johnny Depp som Glen Lantz. Dette var Depps første film.
Filmen tager udgangspunkt i den opdigtede by Springwood i Ohio, USA, og stiller spørgsmålstegn ved hvor skellet mellem fantasi (drømme) og realitet går. Den onde hovedperson, Freddy Krueger, eksisterer kun i drømmeverdenen, men er i stand til at dræbe i den virkelige verden. Opfølgere til filmen fortsatte med at udviske overgangen mellem drøm og virkelighed, helt til den sidste film hvor Heather Langenkamp spiller sig selv og bliver jaget af Freddy Krueger fra filmene hun spillede med i.
Hovedsangen til filmen, «Bring Your Daughter... to The Slaughter» blev skrevet og sunget af den britiske musiker Bruce Dickinson fra Iron Maiden.

## Serie
I 2011 var der indspillet ni film i serien om Freddy Krueger. Filmen har derudover affødt en fjernsynsserie, bog- og tegneserieudgivelser.